# Дипольдзау
Дипольдзау (нем. Diepoldsau) — коммуна в Швейцарии, в кантоне Санкт-Галлен.
Входит в состав округа Рейнталь. Население составляет 5540 человек (на 31 марта 2007 года). Официальный код — 3234.
В отличие от других коммун кантона находится на правом берегу реки Рейн, которая отделяет Швейцарию от Австрии и Лихтенштейна.